# Коргалжин
Коргалжи́н (каз. Қорғалжын) — село, центр Коргалжинського району Акмолинської області Казахстану. Адміністративний центр Коргалжинського сільського округу.
Населення — 3222 особи (2021; 4161 у 2009, 5679 у 1999, 7628 у 1989).
До 1997 року село називалось Кургальджинський і мало статус селища міського типу.